# Rantechaux
Rantechaux è una frazione di 191 abitanti del comune francese di Les Premiers Sapins, situato nel dipartimento del Doubs nella regione della Borgogna-Franca Contea. Già comune autonomo, il 1º gennaio 2016 è stato accorpato agli altri comuni soppressi di Athose, Chasnans, Hautepierre-le-Châtelet, Nods e Vanclans per costituire il nuovo comune.

## Società

### Evoluzione demografica
Abitanti censiti